# ʿAlāʾ al-Dīn ʿĀlam Shāh
ʿĀlam Shāh, ("Re del mondo") (... – luglio 1478), fu il quarto e ultimo governante della dinastia Sayyid, che resse il Sultanato di Delhi. Era un rigoroso musulmano sunnita ortodosso, che passava il tempo a leggere il Corano. Contribuì anche a diffondere l'Islam nel suo regno.

## Biografia
Nato col nome di Ala ud-Din, succedette al trono a suo padre, Muhammad Shah, e assunse il nome di Alam Shah ("Re del mondo").
ʿĀlam Shāh abdicò alla sua funzione nel 1448, lasciando Delhi, e si ritirò a Bada'un. Tre anni dopo, Bahlul Lodi, che per due volte aveva invano tentato di conquistare Delhi e il Sultanato, prese infine il controllo della capitale sultanale, avviando il periodo della dinastia Lodi.